# Dicranomyia (Dicranomyia) polysticta
Dicranomyia (Dicranomyia) polysticta is een tweevleugelige uit de familie steltmuggen (Limoniidae). De soort komt voor in het Neotropisch gebied.